# Babett Peter
Babett „Babs“ Peter (* 12. Mai 1988 in Oschatz) ist eine ehemalige deutsche Fußballspielerin. Die Abwehrspielerin spielte zuletzt für Real Madrid und lief von 2006 bis 2019 für die deutsche Nationalmannschaft auf.

## Leben

### Vereinsfußball
Babett Peter fing in der Grundschule an, Fußball zu spielen. Mit neun Jahren meldeten ihre Eltern sie beim FSV Oschatz an. Nach ihrem Wechsel zum 1. FC Lokomotive Leipzig wurde sie Junioren-Nationalspielerin. In der Winterpause der Saison 2005/06 wechselte sie zum 1. FFC Turbine Potsdam. Am 12. September 2007 wurde sie mit der Fritz-Walter-Medaille in Gold ausgezeichnet. Am 7. Oktober 2007 erzielte sie bei der SG Essen-Schönebeck per Elfmeter ihr erstes Bundesligator. Mit Turbine gewann sie fünfmal die deutsche Meisterschaft, einmal den DFB-Pokal und dreimal den DFB-Hallenpokal. Ihr größter Erfolg bei Turbine war der Gewinn der UEFA Women’s Champions League 2009/10. Zur Saison 2012/13 wechselte sie zum 1. FFC Frankfurt. Ab der Saison 2014/15 stand Peter beim VfL Wolfsburg unter Vertrag. Am 17. September 2019 wurde bekannt, dass Peter einen Vertrag bis 2021 beim CD Tacón unterschrieben hat. Im Juli 2020 wurde der Verein CD Tacón von Real Madrid übernommen.

### Nationalmannschaft
2005 scheiterte Peter mit der U-19-Auswahl im Halbfinale der Europameisterschaft an Russland. Ihr erstes Länderspiel für die deutsche Nationalmannschaft absolvierte sie am 9. März 2006 gegen Finnland. Schon zu Beginn ihrer Karriere bei der Nationalmannschaft bekam sie den Spitznamen Hulk. Mit der Nationalmannschaft wurde sie 2007 Weltmeisterin, kam während des Turniers allerdings nicht zum Einsatz. Ein Jahr später gewann sie die Bronzemedaille bei den Olympischen Spielen. 2009 wurde sie mit der Nationalmannschaft Europameisterin. Ihr erstes Länderspieltor erzielte sie am 1. März 2010 beim Algarve-Cup gegen die Volksrepublik China. Zudem übernahm sie nach der Auswechslung von Birgit Prinz erstmals die Kapitänsbinde. Peter gehörte zum Mannschaftskader für die WM 2011 in Deutschland. Am 19. November 2011 erzielte sie in Wiesbaden beim 17:0-Rekordsieg im EM-Qualifikationsspiel gegen die Auswahl Kasachstans erstmals drei Tore in einem Länderspiel.
Peter nahm an den ersten beiden Lehrgängen für die EM 2013 teil und spielte auch das erste Testspiel gegen Schottland. Zwei Tage später musste sie allerdings wegen einer Verletzung des linken Fußes ihre EM-Teilnahme absagen. Am 24. Mai 2015 wurde sie von Bundestrainerin Silvia Neid in den endgültigen Kader für die WM 2015 in Kanada berufen. 2016 wurde sie für das olympische Fußballturnier in Brasilien in den Kader der Nationalmannschaft aufgenommen und gewann als sporadisch eingesetzte Ersatzspielerin die Goldmedaille mit der Nationalelf im Finale gegen Schweden. Nach dem Rücktritt der Stamminnenverteidigerinnen Saskia Bartusiak und Annike Krahn nach dem Olympiafinale bildete sie in den ersten beiden Spielen unter der neuen Bundestrainerin Steffi Jones zusammen mit Josephine Henning die Innenverteidigung und kam am 20. September 2016 gegen Ungarn im letzten Qualifikationsspiel zur EM 2017 zu ihrem 100. Länderspiel. Ihr letztes Länderspiel bestritt sie am 6. Oktober 2018 gegen Österreich.
Am 26. April 2019 beendete Peter ihre Nationalmannschaftskarriere.
Am 2. Mai 2022 gab Babett Peter das Ende ihrer aktiven Karriere, nach 118 Länderspielen und 19 Titeln, zum Sommer des Jahres bekannt.

## Erfolge
- Olympiasiegerin 2016
- Olympische Bronzemedaille 2008
- Weltmeisterin: 2007
- Europameisterin: 2009
- Algarve-Cup-Siegerin 2006, 2012 und 2014
- UEFA-Women’s-Champions-League-Siegerin 2010
- Deutsche Meisterin 2006, 2009, 2010, 2011, 2012, 2017, 2018 und 2019
- DFB-Pokalsiegerin: 2006, 2014, 2015, 2016, 2017, 2018 und 2019
- DFB-Hallenpokal-Siegerin: 2008, 2009 und 2010

## Auszeichnungen
- Silbernes Lorbeerblatt 2007
- Fritz-Walter-Medaille in Gold 2007

## Privates
Peter besuchte von Juli 2003 bis Dezember 2005 das Landesgymnasium für Sport Leipzig, ehe sie von Januar 2006 bis Juni 2007 das Potsdamer Sportgymnasium besuchte und dort mit dem Abitur abschloss. Ab Anfang Oktober 2007 absolvierte sie als Sportsoldatin der Bundeswehr die Allgemeine Grundausbildung in der Clausewitzkaserne von Nienburg/Weser.
Seit ihrem fünften Lebensjahr leidet Peter an einer Fazialisparese, einer lähmenden Erkrankung der für die Gesichtsmuskulatur verantwortlichen Nerven. Mit 15 Jahren unterzog sie sich einer Operation, die die Situation erheblich verbesserte.
Sie ist in einer Beziehung mit der ehemaligen Profifußballerin Ella Masar. Das Paar gab Ende Februar 2020 per Instagram bekannt, Nachwuchs zu erwarten. Im September 2020 brachte Masar einen Sohn zur Welt. Seit dem 28. Juni 2021 ist sie mit Masar verlobt. Am 21. Juni 2022 heiratete sie Masar.
Ella Masar arbeitet seit 2022 als Co-Trainerin bei dem Frauenfußball-Franchise der Kansas City Current in der National Women’s Soccer League (NWSL). Peter folgt ihrer Partnerin nach dem Karriereende in die USA, um einen ähnlichen Weg zu beschreiten. Nach drei bis vier Jahren wollen sie nach Deutschland zurückkehren.